# Kelloggina guaianasi
Kelloggina guaianasi är en tvåvingeart som beskrevs av Lane och Andretta 1956. Kelloggina guaianasi ingår i släktet Kelloggina och familjen Blephariceridae. Inga underarter finns listade i Catalogue of Life.